# 克莱沃公国
克萊沃公国（德语：Herzogtum Kleve；荷兰语：Hertogdom Kleef）是神圣罗马帝国的一个邦国，起源于中世纪的海特高（Hettergau）。 它位于莱茵兰北部，国土覆盖下莱茵河两岸，围绕其首府克莱沃有韦瑟尔、卡尔卡、克桑滕、埃默里希、雷斯和杜伊斯堡等城镇，东部与明斯特采邑主教区、西部和布拉班特公国接壤。它的历史与其南部邻国的历史密切相关：于利希公國和贝格公国，以及海爾德公國和威斯特伐利亚的马克伯国。
公國的領土大致覆蓋了今天的德國地區克萊沃（北部）、韋瑟爾和杜伊斯堡，以及荷蘭的林堡、北布拉邦省和海爾德蘭省的鄰近部分。

## 歷史
在十一世紀初期，皇帝亨利二世委託海爾德蘭和克莱沃的下洛林本地貴族替其管理克莱沃皇室園林，這是位於尼美根皇帝行宮周圍，直接隸屬帝國的一大片森林地區。克莱沃伯國（德語：Grafschaft Kleve）在十一世紀首次被提及。1417年，伯國升級成為公國。1368年伯爵克莱沃的約翰去世後，封地由他的侄子馬克的阿道夫三世繼承。1391年在阿道夫的哥哥，伯爵恩格爾貝特三世無嗣去世後，克莱沃和馬克最終由拉馬克家族以共主邦聯形式統治。德意志國王西吉斯蒙德於1417年將阿道夫一世提升為公爵和神聖羅馬帝國親王。

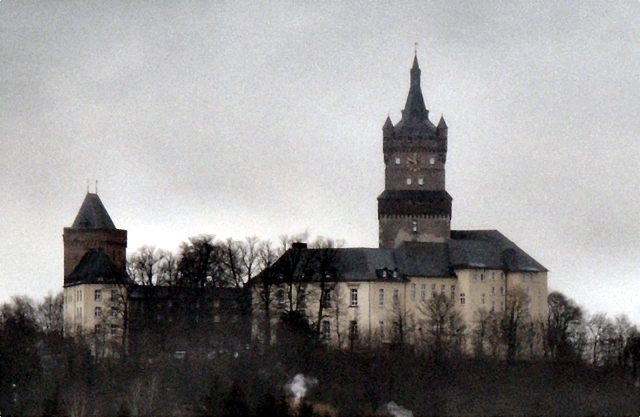
克莱沃天鵝城堡

1500年，克莱沃-馬克領地成為帝國下萊茵-威斯特法倫行政圈最重要的領地之一，與同處圈內的明斯特主教采邑地位同樣重要。1511年公爵約翰二世之子拉馬克的約翰三世，與妻子于利希-貝格的瑪麗亞在其岳父，于利希-貝格公爵威廉四世去世後繼承了于利希和貝格的封地。當約翰三世於1521年繼承其父成為克莱沃公爵時，于利希、貝格、克莱沃和馬克等伯國組成了于利希-克莱沃-貝格聯合公國。他的女兒克萊沃的安娜（1515年-1557年）甚至在1540年的幾個月期間曾成為英格蘭的王后，而她的兄弟公爵威廉自1539年以來就與皇帝查理五世就海爾德蘭的擁有權發生爭執，威廉並尋求英格蘭國王亨利八世的支持。
1609年于利希-克萊沃-貝格的最後一位公爵死去無嗣，于利希王位繼承戰爭爆發了。領地最終根據1614年克桑滕條約被瓜分，維特爾斯巴赫家族的普法爾茨-諾伊堡公爵獲得了于利希和貝格，而勃蘭登堡侯國則獲得馬克伯國和拉文斯貝格伯國。這次瓜分因而令霍亨索倫侯爵在萊茵蘭獲得了第一個立足點；然而，在1672年的法荷戰爭之前，克萊沃公國的大部分地區都被尼德蘭聯合省佔領。最終於1666年公國被腓特烈·威廉選侯併入勃蘭登堡-普魯士，並於之後1701年成為普魯士王國的一部分，七年戰爭期間（1757年–1762年）克萊沃公國被法國軍隊佔領。
1795年，萊茵河以西的克萊沃公國領土和韦瑟尔被法國佔領，並成為法國省分魯爾省的一部分。公國的其餘部分在1803年至1805年間亦被佔領，並成為上艾瑟爾省和傀儡國家貝格大公國（1811年後為法國利珀省）的一部分。1815年，在拿破崙戰敗後，公國成為普魯士于利希-克萊沃-貝格省的一部分，並於1822年併入普魯士萊茵省。作為1815年維也納會議的結果，城市亨訥普、澤弗納爾和赫伊森改為加入荷蘭聯合王國成為其一部分。

## 克莱沃統治者列表

### 克莱沃伯爵

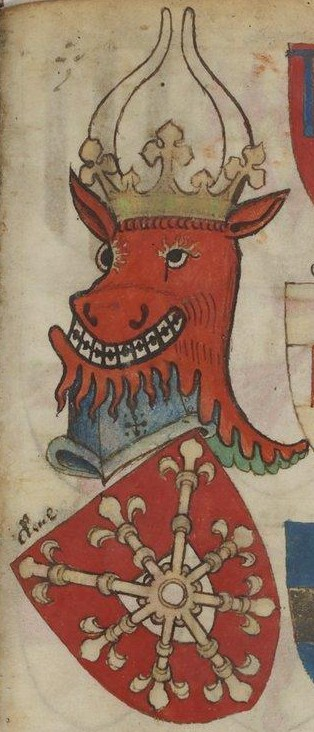
舊克莱沃家族紋章

#### 克莱沃家族
- 1092年–1119年 迪特里希一世（英语：Dietrich I, Count of Cleves）
- 1119年–1147年 阿諾一世（英语：Arnold I, Count of Cleves）
- 1147年–1172年 迪特里希二世（英语：Dietrich II, Count of Cleves）
- 1172年–1188年 迪特里希三世（英语：Dietrich III, Count of Cleves）
- 1188年–1198年 迪特里希四世（英语：Dietrich IV, Count of Cleves）
- 1198年–1201年 阿諾二世（英语：Arnold II, Count of Cleves）
- 1201年–1260年 迪特里希五世（英语：Dietrich V, Count of Cleves）
- 1260年–1275年 迪特里希六世（英语：Dietrich VI, Count of Cleves）
- 1275年–1305年 迪特里希七世（英语：Dietrich VII, Count of Cleves）
- 1305年–1310年 「和平者」奧托一世（英语：Otto, Count of Cleves）
- 1310年–1347年 「虔誠者」迪特里希八世（英语：Dietrich VIII, Count of Cleves）
- 1347年–1368年 克莱沃的約翰（英语：Johann, Count of Cleves）

#### 拉馬克家族
- 1368年–1394年 馬克的阿道夫三世（英语：Adolf III of the Marck）
- 1394年–1448年 阿道夫一世，馬克的阿道夫三世之子

### 克莱沃公爵

#### 拉馬克家族
- 1394年–1448年 阿道夫一世
- 1448年–1481年 約翰一世，阿道夫一世之子
- 1481年–1521年 「虔誠者」約翰二世，約翰一世之子
- 1521年–1539年 「和平者」約翰三世，約翰二世之子
- 1539年–1592年 「富有者」威廉，約翰三世之子
- 1592年–1609年 約翰·威廉，威廉之子

## 外部連結
- 1475年–1815年于利希-克莱沃-貝格聯合公國法令，  （Coll. Scotti） Archive.today的存檔，存档日期2012-12-04
- 勃蘭登堡與普法爾茨-諾伊堡達成的協議與于利希繼承戰爭（全文） Archive.today的存檔，存档日期2012-12-04
- 1789年的克莱沃公國地圖 （页面存档备份，存于）